# Malamente
Singles de Rosalía
Aunque es de noche
(2018) Pienso en tu mirá
(2018)
Malamente (stylisé : Malamente – Cap 1: Augurio) est une chanson de la chanteuse espagnole Rosalía sortie le 30 mai 2018 sous le label Sony Music et apparaissant sur l'album El mal querer. 
Présenté comme expérimental et avant-gardiste, Malamente mélange la musique flamenco avec la musique urbaine et pop, et reçoit des commentaires positifs de la part de la critique. Ayant atteint une importance culturelle significative, principalement en Espagne, mais aussi grâce à son clip, la chanson est nommée pour cinq Latin Grammy Award et remporte deux prix pour la meilleure chanson alternative et la meilleure interprétation urbaine. Avec cette sortie, les médias surnomment la chanteuse « l'ouragan Rosalía ». 

## Contexte
Fin avril 2018, Rosalía publie une courte vidéo documentaire sur ses réseaux sociaux où elle évoque son album. Elle déclare : « Tout ce que j'ai, je le laisse ici, je suis dans le rouge, je risque beaucoup. Ce projet est ce que j'ai toujours voulu faire, cela fait longtemps que je pense à faire un album comme celui que je vais sortir. L'inspiration flamenco est toujours là mais, en même temps, c'est autre chose ». Trois jours après la sortie de la chanson Brillo, en collaboration avec le chanteur colombien J. Balvin, la chanteuse annonce qu'elle allait sortir un nouveau single dans les prochains jours. Finalement, elle révèle la date de sortie et le titre du single le 29 mai 2018.

## Composition
La chanson est créée sur la petite île d'El Hierro et parle d'une relation toxique et de la façon dont la femme sait que quelque chose de mal arrive dans sa vie. C'est également la partie introductive de l'album, qui s'inspire du roman occitan Flamenca du XIIIe siècle.

## Certifications
| Pays       | Certification | Ventes  | Référence |
| ---------- | ------------- | ------- | --------- |
| Espagne    | 5 × Platine   | 200 000 | [ 4 ]     |
| États-Unis | Platine       | 60 000  | [ 5 ]     |
| Mexique    | Or            | 30 000  | [ 6 ]     |